# Pau Carrió i Llucià
Pau Carrió i Llucià (Barcelona, 1981) és un dramaturg i director teatral català.
És llicenciat en Direcció Escènica i Dramatúrgia per l'Institut del Teatre de Barcelona el 2004. Ha estat vinculat principalment al Teatre Lliure, del qual va formar part de la direcció artística. Abans havia treballat com a ajudant de direcció d'Àlex Rigola i Oriol Broggi, i a banda del teatre, també ha estat actiu en altres camps com els videoclips o la música.
La seva primera col·laboració amb el Teatre Lliure va ser el 2006 com a director de l'espectacle Davant de l'home: Thomas Bernhard d'Esteve Soler. Des d'aleshores ha dirigit diverses vegades al Lliure, entre 2011 i 2012 va ser responsable de coordinació, direcció i dramatúrgia del cicle Cartes lliures, del qual van sorgir espectacles com Cartes des de Tahrir, a La Seca Espai Brossa, i Cartes impertinents, al Lliure.
Altres espectacles que ha dirigit al Lliure són, Crim i Càstig de F. Dostoievski i algunes versions de les obres de William Shakespeare Victòria d'Enric V (2014) o Hamlet (2016), que va rebre el Premi Butaca al millor actor protagonista i va ser reeditada el 2017, o sessions poètiques com Només uns versos (2010) i Tinta d'Ambrosia (2016). Així mateix, ha traduït i dirigit Ivan i els gossos de Hattie Naylor, considerat el millor espectacle de la seva carrera i que va merèixer rebre el premi Crítica Serra d'Or al millor espectacle teatral. També ha fet produccions per a la La Perla 29, com Hedda Gable de Henrik Ibsen (2009), a la Biblioteca de Catalunya, o la versió de L'hostalera de Carlo Goldoni (2017), o al festival Grec, on va estrenar una versió de Nit de Reis o el que vulguis de William Shakespeare.
El 2019 va guanyar el XIII Premi Quim Masó de producció teatral per Testimoni de guerra, una obra escrita pel mateix Carrió que està basat en la vida dels fotògrafs i periodistes de guerra Kevin Carter i Marie Colvin, que es va estrenar posteriorment a Temporada Alta i al Teatre Nacional de Catalunya, i que ha estat considerat un retorn als orígens de Carrió, quan va estrenar Ivan i els gossos.